# Drew Sidora
Drew Sidora Jordan (nascida em 1 de maio de 1985), mais conhecida pelo seu nome artístico Drew Sidora, é uma atriz e cantora americana conhecida por seu papel recorrente como Chantel na série original da Disney Original As Visões da Raven, e por seus papeis como Lucy Avila em 2006 no filme Step Up, Como Tionne Watkins no VH1 TLC, e No filme biográfico CrazySexyCool: The TLC Story. Ela também é conhecida por interpretar uma versão fictícia de si mesma no BET e em um série de televisão de comédia dramática, The Game.

## Carreira

### Televisão
Sidora nasceu em Chicago, Illinois. Ela completou numerosos filmes industriais e era o membro mais jovem dos ''Hook Players Theater Ensemble Ensembles" em Hollywood, Califórnia, com residê no Richard Pryor. Aos 9 anos, ela apareceu na Fox TV no filme Divas, atuando ao lado Khalil Kain, Lisa Nicole Carson, e Nicole Ari Parker.
Além de seus papéis em As Visões da Raven e Step Up, Sidora também estrelou em Girlfriendsin em 2006,e em High School Girl Grou como Lynn, fez o teste para., Without a Trace, The Game, e  What I Like About You. Ela também apareceu nos filmes As Branquelas e Never Die Alone. Sidora fez uma aparição no GLC 's cantando "Honor Me."
Em 2011, Sidora introduziu o personagem Cynthia Walker no filme evangelho She's Not My Sister. O sucesso do filme levou a uma série de televisão limitado prazo, She’s Still Not Our Sister, que começou a ser exibida em junho. Em 2013, ela interpretou Tionne Watkins, a vocalista do grupo feminino TLC, no filme biográfico baseado no grupo que foi ao ar na VH1. Sidora está atualmente estrelando como Genesis Genny Winters em 2014 Bounce TV original, One Love.

### Música
Em dezembro de 2008, Sidora assinou um contrato com a gravadora Slip-n-Slide Records. Em 2010, o primeiro single do álbum, chamado "Juke It", foi lançado. Ela interpretou a amante de Trey Songz em seu vídeo de "Last Time" no album Day Trey. Ela também aparece em Yung Berg vídeo "Sexy Lady" 's como sua namorada.

## Filmografia
| Ano  | Título                       | Papel                  |
| ---- | ---------------------------- | ---------------------- |
| 2004 | Nunca Morra Sozinho          | Ella                   |
| 2004 | As Branquela                 | Shaunice               |
| 2006 | Step Up                      | Lucille "Lucy" Avila   |
| 2007 | Motoqueiros Selvagens        | Haley Davis            |
| 2007 | Motives 2                    | Rene                   |
| 2008 | Quebrando Regras             | Tiffany                |
| 2008 | Farmhouse                    | Rebecca                |
| 2008 | Jury Of Our Peers            | Vanessa                |
| 2008 | B-Girl                       | Righteous              |
| 2008 | 17 Again                     | Cameron                |
| 2008 | Frankenhood                  | Tammy                  |
| 2008 | Killing Of Wendy             | Tyler                  |
| 2010 | Blessed and Cursed           | Patrice                |
| 2010 | Mother's Day                 | Aaliyah                |
| 2011 | She's Not Our Sister         | Cynthia Walker         |
| 2013 | CrazySexyCool: the TLC Story | Tionne "T-Boz" Watkins |
| 2014 | Hope For Love                | Clarice                |
| 2015 | Sister Code                  | Lavae                  |